# ده کلان
دِه کَلان (به لاتین: Dehkalon) یک منطقهٔ مسکونی در تاجیکستان است که در ولایت سغد واقع شده‌است.

## خصوصیات
دهکالون ۰ نفر جمعیت دارد و ۲٬۷۶۵ متر بالاتر از سطح دریا واقع شده‌است.